# Departamento Tapenagá
Das Departamento Tapenagá liegt im Süden der Provinz Chaco im Nordwesten Argentiniens und ist eine von 25 Verwaltungseinheiten der Provinz. 
Es grenzt im Norden an die Departamentos Veinticinco de Mayo,  Presidencia de la Plaza und  General Donovan, im Osten an die Departamentos  Libertad und  San Fernando, im Süden an die Provinz Santa Fe und im Westen an die Departamentos Mayor Luis Jorge Fontana und San Lorenzo. 
Die Hauptstadt des Departamento Tapenagá ist Charadai. Sie liegt 100 Kilometer von der Provinzhauptstadt Resistencia und 1.070 Kilometer von Buenos Aires entfernt.

## Städte und Gemeinden
Das Departamento Tapenagá ist in folgende Gemeinden aufgeteilt:
- Charadai
- Cote Lai

Koordinaten: 27° 42′ S, 59° 54′ W